# Cascata Cai-Água
A cascata Cai-Água é uma peculiar queda de água,  localizada na fronteira das freguesias de Santo Espírito e de Santa Bárbara, concelho de Vila do Porto e localizado na costa leste da  ilha de Santa Maria, nos Açores.
Esta dupla cascata com cerca de 30 metros de altura, integrada no  Complexo Vulcânico do Pico Alto (Pliocénico) , resulta da junção da ribeira do Forno a sul e da ribeira da Malhadinha que emerge poucos metros a norte e é ligeiramente mais alta, dando no seu conjunto uma cascata dupla de grande relevância cénica.
Na queda, transpõe uma multiplicidade de filões de materiais vulcânicos e rochas sedimentares, expostos em declives diferenciados resultado da ação erosiva e geologia da escarpa, formam na base uma ampla lagoa conjunta.
Até desaguar no Mar, o troço final de um quilómetro do seu leito é denominado por ribeira do salto ou ribeira dos ilhéus .

## Galeria

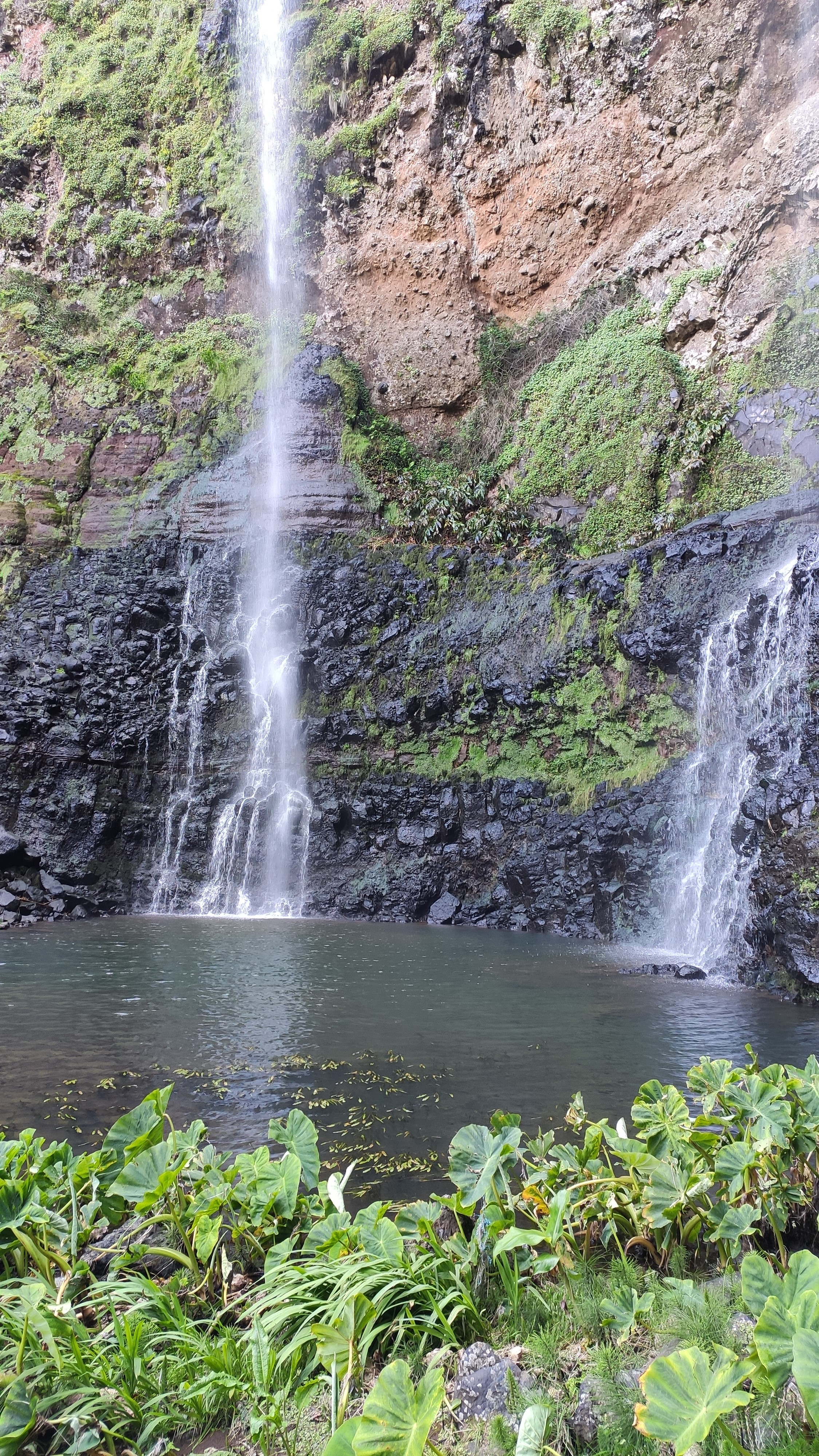
Cai-água lagoa